# 아임 써니 땡큐
《아임 써니 땡큐》는 매주 토요일 오후 8시 40분에 방영 중인 텔레비전 프로그램이다.

## 기획의도
영화 '써니'의 출연진들이 재회해 우정 여행 프로그램

## 출연진
- 강소라
- 김민영
- 김보미
- 김성주
- 우기
- 이은지
- 장하오